# Parancistrocerus inconstans
Parancistrocerus inconstans är en stekelart som först beskrevs av Henri Saussure.  Parancistrocerus inconstans ingår i släktet Parancistrocerus och familjen Eumenidae. Inga underarter finns listade i Catalogue of Life.